# Залесье (национальный парк)
«Залесье» (укр. «Залісся») — национальный природный парк, расположенный на территории Броварского района Киевской области и Черниговского района Черниговской области (Украина). Создан 11 декабря 2009 года. Площадь — 14 836 га (из них на территории Киевской области 13 548,5 га).

## История
Природный парк был создан 11 декабря 2009 года согласно Указу Президента Украины В. Ющенко № 1049/2009 с целью сохранения, возобновления и рационального использования ценных природных и уникальных комплексов и объектов лесных массивов, которые обладают важным природоохранным, рекреационным и историко-культурным значением.
Невзирая на создание национального природного парка управляющая организация, на базе которой и был создан парк, продолжает функционировать как лесоохотничье хозяйство.

## Описание
Парк «Залесье» представлен лесными массивами, расположенным между руслом Десны и М-01, который простирается на север и на запад от одноимённого села по центральной части Броварского района и частично до крайнего юга Черниговского района. Также есть отдельный небольшой участок, расположенный юго-восточнее от основного, между сёлами Подлесье, Вольное и Жердова.
На территории присутствует участок типичного левобережного комплекса сосновых лесов, которые являются местом обитания зубров.